# Mallawi
Mallawi (arab. ملوي) – miasto w środkowym Egipcie, w muhafazie Al-Minja, na lewym brzegu Nilu.